# 周穆王攻徐之戰
周穆王攻徐之戰是指周天子周穆王於在位第十四年攻打徐國的戰爭。夏商周斷代工程把昭王在位時間定為前976年至前922年，以此推斷，此戰發生的時間應為前963年。
穆王十三年（前964年），周穆王率領大軍討伐西方犬戎，是為周穆王攻犬戎之戰。東夷之一的徐戎（又名徐夷或徐國），此時由賢能的徐偃王在位，大行仁義，得到百姓擁護。周穆王畏懼徐國入侵，乃分封徐偃王為東方諸侯之主。在這一時期，有36個鄰國向徐國朝貢。
正值穆王西征，中原空虛，徐偃王遂聯合九夷 (淮水、泗水一帶各部族)入侵周地，西至黃河邊，宗周非常危險。周穆王聞訊，立即乘坐造父所駕馬車，晝夜兼程，返回宗周，遣使至楚國，下令楚子興師跟隨周穆王東征討伐徐國。最終大破徐夷，鞏固了周朝在東方的統治。此後徐偃王於彭城（今江蘇徐州）一帶山林隱居。周穆王封其子孫為徐子，繼續統治徐國。